# Altels
Altels är en bergstopp i Schweiz. Den ligger i distriktet Frutigen-Niedersimmental och kantonen Bern, i den södra delen av landet, 60 km söder om huvudstaden Bern. Toppen på Altels är 3 630 meter över havet.